# オーギュスト・エスコフィエ
ジョルジュ・オーギュスト・エスコフィエ（Georges Auguste Escoffier, 1846年10月28日 - 1935年2月12日）は、フランスのシェフ。
レストラン経営と料理考案・レシピ集の著述を通じて、伝統的なフランス料理の大衆化・革新に貢献したことで知られる。現在に至るフランス料理発展の重要なリーダーとして、シェフと食通の間で神格化され、「近代フランス料理の父」とも呼ばれている。
エスコフィエが築いた技法の多くは、19世紀フランス料理の創始者として知られるシェフ、アントナン・カレームの技法を基礎としている。エスコフィエの最大の功績は、カレームを基礎としながらも、カレームが築き上げた、精巧で装飾的な意味合いの濃厚な料理を単純化し、調理法を体系化することによって、フランス料理現代化の先鞭をつけたことにある。
エスコフィエの改革は料理そのものにとどまらず、シェフという職に、残忍さや酩酊に代わり、規律と節制という気風を持ち込み、シェフ職の社会的地位の向上に貢献したことが功績のひとつに数えられている。また、厨房各々のセクションにシェフ・ド・パルティ（chef de partie、部門シェフ）を置くシステム「ブリガード・ド・キュイジーヌ」を発案、自身の厨房を再編した。かつては一度に全ての料理を供するサービスが主流だったフランス料理に、コースメニューを導入したことでも知られている。
なお、エスコフィエの名は料理人に授けられる栄誉称号 「ディシプル・オーギュスト・エスコフィエ」（オーギュスト・エスコフィエの弟子との意）として現在も残っている。

## 略伝

### 生い立ち
アルプ＝マリティーム県ヴィルヌーヴ＝ルーベで生まれ、はじめ叔父のもとで工芸家としての修行をしていた。その叔父の死により、13歳で、ニースにある別の叔父が経営するレストランで見習いを始める。

### パリへ
1865年、パリのレストラン「ル・プティー・ムーラン・ルージュ」にコミ（調理師）として転職し、1867年にはガルド・マンジェ部門のトップになり、1870年に普仏戦争勃発後、フランス軍に召集され、軍の参謀本部第二部付きのシェフとなった。この間、軍隊で、不十分な素材をいかに調理するかという技術を会得した。軍を退いたあと、いったんはル・プティー・ムーラン・ルージュに戻るが、トレトゥール（仕出し専門店）の著名店や有名レストランを渡り歩いた。
エスコフィエは高名になった後も、普仏戦争の従軍体験から政府に缶詰工場建設の提言をしている。

### 独立
1878年に、自身が経営するレストラン「フザン・ドレ」（Faisan doré、黄金のキジの意）を開店した。1880年、デルフィーヌ・ダフィと結婚。1884年、エスコフィエ夫妻はモンテカルロに移り、グランド・ホテルの料理長に就任した。

### リッツとの出会い
この時代のコート・ダジュールは冬の行楽地だったことから、夏期に厨房を任されていたルツェルンのホテル・ナショナルで、セザール・リッツと出会った。2人は協力することを約束し、エスコフィエは1890年、ロンドンのサヴォイ・ホテルに移籍した。この協力関係は、ローマのグランド・ホテルや世界中に散在するホテル・リッツなど、いくつもの有名ホテルの設立に結実することとなる。
サヴォイ・ホテルの料理長に就任したエスコフィエは、現在でも著名な料理をいくつも考案している。例えば、オーストラリアの歌手ネリー・メルバを記念して1893年に作られた「ピーチ・メルバ」というデザートや、食通として知られたイタリアの作曲家ジョアキーノ・ロッシーニを記念して名づけられた「トゥルヌド・ロッシーニ（牛ヒレ肉のロッシーニ風）」などが挙げられる。
ところが、1897年、厨房内の膨大な数のワインの紛失や、エスコフィエが手数料をとって個人的に定員外の助手を雇い入れていたことなどが不祥事として表面化し、エスコフィエは責任を取って、リッツとともにサヴォイ・ホテルを辞した。
その後、エスコフィエとリッツは、1898年には、パリにホテル・リッツを、その翌年には、ロンドンにカールトン・ホテルをと立て続けにホテルを開業させている。この際に、エスコフィエはレストランに初めてコースメニューを導入している。
リッツは1901年に神経衰弱で倒れ、衰えが目立つようになった。エスコフィエはリッツの死後、1919年まで、リッツ・ロンドンやカールトン・ホテルの運営に携わった。この時期、後のベトナムの政治指導者ホー・チ・ミンがカールトン・ホテルの厨房に勤務しており、ペーストリー・シェフの見習いとしてエスコフィエの薫陶を受けている。

### 様々な活躍
エスコフィエはリッツのホテルでの活動以外にも様々な分野で活躍し、1903年には初の主著となる『料理の手引き』（Le Guide Culinaire）を出版した。この『料理の手引き』は近代フランス料理の知識と技術の集大成とも言える名著で、5000種類を超える料理のレシピが収録され、エスコフィエの存命中に大幅な改訂が3回行われている（最新版の第4版が出版されたのは1921年）。フランス料理の世界では、この本の重要性はどれほど評価してもし足りないと言われ、出版から100年以上が経った現在もなおフランス料理の基礎を学ぶ上で必須の教科書として用いられている。
1906年、エスコフィエは、ドイツのハンブルク＝アメリカ汽船が運航している客船「アメリカ号」の船内レストランの顧問となり、そのためのメニューを考案した。「アメリカ号」の処女航海の前日、ドイツ皇帝ヴィルヘルム2世は船を訪問、エスコフィエの料理を堪能し、「私はドイツ皇帝だが、あなたは料理の皇帝だ」という賛辞を与えたという。

### 晩年
1919年までリッツ・ロンドンやカールトン・ホテルの運営に携わった。1920年、レジオンドヌール勲章（シュバリエ、勲爵士）受章者となり、1928年には同勲章のオフィシエ（将校）を受章している。同年に開かれた第1回世界司厨士協会連盟会議では、連盟の初代名誉会長に選出された。1935年、エスコフィエは、妻の死の数週間後に88歳で没した。

### エピソード
エスコフィエの身長は160cmに満たず（一説には157cm）、大柄な西洋人男性の中では際立って低かった。その事に強いコンプレックスを抱いていたエスコフィエは、自分の身長を実際よりも高く見せて料理長としての威厳を示すために、従来のコック帽より約30cmも高い帽子をかぶって仕事をするようになった。これが世間の評判となり、フランス料理の世界では料理長が高い帽子をかぶる習慣が広まったというエピソードがある。